# Unitární prostor
Unitární (nebo též prehilbertovský) metrický prostor je každý vektorový prostor vybavený funkcí („součinem“), která dvěma vektorům přiřadí skalár (tj. komplexní číslo, v mnoha prostorech reálné číslo) a která se v některých základních rysech chová podobně, jako skalární součin v běžném (tj. eukleidovském) {\displaystyle n}-rozměrném prostoru. 
Taková funkce indukuje (tj. zavádí) na dané nosné množině též normu definující délku vektoru a tím i metriku udávající vzdálenost dvou vektorů a topologii specifikující, co na této množina znamená okolí, konvergence posloupnosti a limita funkce vedoucí z nebo do této množiny.
Úplný unitární prostor se nazývá Hilbertův.
Reálný unitární prostor bývá také označován jako prostor se skalárním součinem.
Prostory se skalárním součinem, které mají konečnou dimenzi, bývají označovány jako euklidovské prostory.

## Definice
Unitárním prostorem {\displaystyle \mathbb {V} } je každý vektorový prostor nad reálnými čísly {\displaystyle \mathbb {R} } nebo komplexními čísly {\displaystyle \mathbb {C} } vybavený funkcí {\displaystyle \langle \cdot ,\cdot \rangle } z {\displaystyle \mathbb {V} \times \mathbb {V} } do {\displaystyle \mathbb {C} }, která splňuje následující vlastnosti:
1. Pozitivní definitnost: Pro každý vektor {\displaystyle \mathbf {v} \in \mathbb {V} } platí {\displaystyle \langle \mathbf {v} ,\mathbf {v} \rangle \geq 0}. Navíc {\displaystyle \langle \mathbf {v} ,\mathbf {v} \rangle =0} právě tehdy, když {\displaystyle \mathbf {v} =\mathbf {0} }.
2. Lineárnost v první složce: Pro všechny {\displaystyle \mathbf {u} ,\mathbf {v} ,\mathbf {w} \in \mathbb {V} } a všechna {\displaystyle \alpha ,\beta \in \mathbb {C} } platí {\displaystyle \langle \alpha \mathbf {u} +\beta \mathbf {v} ,\mathbf {w} \rangle =\alpha \langle \mathbf {u} ,\mathbf {w} \rangle +\beta \langle \mathbf {v} ,\mathbf {w} \rangle }.
3. Konjugovaná symetrie: Pro všechny {\displaystyle \mathbf {u} ,\mathbf {v} \in \mathbb {V} } platí {\displaystyle \langle \mathbf {u} ,\mathbf {v} \rangle ={\overline {\langle \mathbf {v} ,\mathbf {u} \rangle }}}, kde {\displaystyle {\overline {z}}} označuje komplexní sdružené číslo k {\displaystyle z}. Zde {\displaystyle {\overline {x}}} značí konjugent čísla {\displaystyle x}. U reálných čísel to nehraje roli, neboť {\displaystyle {\overline {x}}=x}, ale u komplexních čísel je nutné k tomu, aby např. délka vektoru {\displaystyle \mathbf {v} \in \mathbb {V} } nemohla být záporná nebo imaginární.
Každý unitární prostor je i normovaným prostorem, protože 
norma vektoru určená vztahem
{\displaystyle \|\mathbf {u} \|={\sqrt {(\mathbf {u} ,\mathbf {u} )}}}
a vzdálenost („metrika“) dvou prvků {\displaystyle \mathbf {u} ,\mathbf {v} \in V} definovaná jako {\displaystyle d(\mathbf {u} ,\mathbf {v} )=\|\mathbf {v} -\mathbf {u} \|} splňují axiomy normovaného prostoru a tím i metrického prostoru.
Pro reálná čísla lze tedy říci, že unitární prostor je jakýkoli „vektorový prostor vybavený symetrickou, pozitivně definitní bilineární formou“.

## Příklady
Každý Hilbertův prostor je unitárním prostorem a typické příklady unitárních prostorů jsou právě Hilbertovy prostory.

#### l2prostor
Uvažujme nyní l2 prostor, tj. speciální případ lp prostoru pro p = 2. Tento prostor tvoří konvergentní posloupnosti {\displaystyle \scriptstyle (a_{n})_{n=1}^{\infty }} komplexních čísel, pro které platí
{\displaystyle \sum _{n=1}^{\infty }|a_{n}|^{2}<+\infty .}
Protože jsou posloupnosti jistým zobecněním aritmetických vektorů, zaveďme v analogii s předchozím příkladem zobrazení
{\displaystyle ((a_{n}),(b_{n}))=\sum _{n=1}^{\infty }{\bar {a}}_{n}b_{n},}
kde {\displaystyle \scriptstyle (a_{n})} a {\displaystyle \scriptstyle (b_{n})} jsou libovolné dvě posloupnosti z prostoru l2. O tomto zobrazení bychom chtěli opět ukázat, že se jedná o skalární součin. Jednotlivé vlastnosti skalárního součinu bychom ověřovali podobně jako u aritmetických vektorů, zde ale navíc ještě potřebujeme vědět, zda řada, vystupující v definici zobrazení výše, má konečný součet. V této souvislosti lze užít Hölderovy nerovnosti ve tvaru
{\displaystyle \sum _{n=1}^{\infty }|a_{n}b_{n}|\leq \left(\sum _{n=1}^{\infty }|a_{n}|^{2}\right)^{\frac {1}{2}}\left(\sum _{n=1}^{\infty }|b_{n}|^{2}\right)^{\frac {1}{2}}}.
Protože vybíráme posloupnosti s prostoru l2, tak jsou řady na pravé straně nerovnosti konečné a číslo na pravé straně je tedy konečné. Z toho plyne, že je konečná i řada na levé straně. Pro tuto řadu ale zjevně platí
{\displaystyle \sum _{n=1}^{\infty }{\bar {a}}_{n}b_{n}\leq \sum _{n=1}^{\infty }|a_{n}b_{n}|.}
Máme tak ověřeno, že zobrazení výše je skalární součin, který každé dvojici posloupností z prostoru l2 přiřazuje (konečné) číslo. Obdobně jako v předchozím příkladu bychom i nyní ověřili, že tento skalární součin definuje normu, která je totožná s normou {\displaystyle \scriptstyle \|\cdot \|_{2}} definovanou v oddíle lp prostory, když položíme p=2.

#### L2prostor
Uvažujme L2 prostor, tedy množinu měřitelných funkcí definovaných na prostoru s mírou {\displaystyle \scriptstyle (X,\Sigma ,\mu )}, které splňují vztah
{\displaystyle \int _{X}|f|^{2}\,\mathrm {d} \mu <+\infty .}
I na tomto prostoru chceme zavést skalární součin. Vyjdeme-li z výrazu pro skalární součin posloupností v předchozím příkladu, kde sumu zaměníme za integrál, tak obdržíme definiční vztah
{\displaystyle (f,g)=\int _{X}{\bar {f}}g\,\mathrm {d} \mu ,}
kde {\displaystyle \scriptstyle f,g} jsou libovolné (komplexní) funkce z L2. Analogicky jako pro posloupnosti bychom i zde ověřili, že zadaný vztah definuje skalární součin, opět bychom pro ověřování trojúhelníkové nerovnosti využili Hölderovy nerovnosti, tentokrát v integrálním tvaru. A podobně jako v případě posloupností bychom i nyní ukázali, že takto definovaný skalární součin indukuje normu, která je totožná s normou {\displaystyle \scriptstyle \|\cdot \|_{2}} objevující se v oddíle Lp prostory, když položíme p=2. Vektorovému prostoru L2 vybavenému skalárním součinem definovaným výše se říká prostor kvadraticky integrabilních funkcí. Tento prostor hraje zvlášť důležitou roli v kvantové mechanice. Zhruba řečeno, všechny vlnové funkce popisující stav kvantového systému totiž musejí v souladu s Bornovým postulátem patřit do tohoto prostoru.